# Mercedes Barcha Pardo
Mercedes Raquel Barcha Pardo (Magangué, Bolívar, 6 de noviembre de 1932-Ciudad de México, 15 de agosto de 2020) fue la esposa del escritor colombiano Gabriel García Márquez.
Barcha y García Márquez se conocieron en 1941 y se casaron en 1958 en la iglesia del Perpetuo Socorro de Barranquilla. Tuvieron dos hijos, el director Rodrigo García y Gonzalo G.
En 2017, Barcha fundó la Fundación Gabo para promover el legado de  García Márquez. Tras la muerte de su esposo, fue nombrada presidenta emérita de la Fundación Gabriel García Márquez para el Nuevo Periodismo Iberoamericano (FNPI) (hoy Fundación Gabo) en Cartagena, Colombia.
Mercedes Barcha falleció en la Ciudad de México el 15 de agosto de 2020.